# Корелли, Арканджело
Арка́нджело Коре́лли (итал. Arcangelo Corelli) —  итальянский скрипач и композитор. Создатель сольного концертного стиля скрипичной музыки, стоявший у истоков таких музыкальных форм, как концерт и соната.

## Жизнь
Родился 17 февраля 1653 года в городке Фузиньяно в семье состоятельных бюргеров через пять недель после смерти отца. В 17 лет стал членом Болонской филармонической академии.
С 1671 года музыкант жил в Риме, где изучал контрапункт у Маттео Симонелли, находившегося под влиянием Палестрины. Здесь Корелли работал церковным скрипачом, концертмейстером оркестра Капраника, выступал во главе инструментальных ансамблей.
В 1681 году был издан сборник трио-сонат, положивший начало европейской славе автора. В 1687—1690 годах он возглавлял капеллу кардинала Памфили, а с 1690 года — капеллу кардинала Оттобони. Корелли руководил также музыкальными концертами последнего, вёл педагогическую деятельность.
С 1710 года музыкант прекратил публичные выступления; в конце 1712 года покинул кардинальский дворец. Скончался в январе 1713 года и по указанию папы был удостоен погребения в Пантеоне.

## Творчество
Корелли создал классические образцы главных инструментальных жанров музыки барокко — sonata da camera и da chiesa (светских и церковных трио-сонат), сонат для скрипки и concerti grossi. Он содействовал развитию формы скрипичного концерта.
Корелли достиг классического совершенства, выступая как скрипач, руководя лучшими капеллами, сочиняя для скрипки и обучая игре на этом инструменте.
Собрание сольных скрипичных сонат Корелли венчает «Фолия» — двадцать три вариации на тему народного танца испано-португальского происхождения.
Корелли-композитор неотделим от Корелли-исполнителя. По свидетельству его учеников и современников, исполнительский стиль Корелли отличался исключительной выразительностью и благородством. Он умел быть лиричным, задумчивым и сосредоточенным, и наряду с этим — взволнованным, патетичным и стремительным.

## Влияние
Воздействие Арканджело Корелли на музыку современников и композиторов последующих поколений было чрезвычайно велико. Его влияние может быть прослежено в творчестве Тартини, Вивальди, Джеминиани и Локателли в Италии, Куперена, Рамо и Леклера во Франции, Генделя, Баха, Телемана и Муффата в Германии, Экклза в Англии, Бенда в Чехии.
Сочинения Корелли долго сохраняли ценность как руководство к изучению игры в широком стиле. Вариации на тему Корелли ре минор, соч. 42 написал в 1931 году Сергей Рахманинов. Тема фолии, на которую были сочинены вариации, на самом деле не была написана  Корелли, но была использована им в 1700 году в качестве основы для 23 вариаций в его сонате ре минор, соч. 5, № 12.

## Произведения
Опубликованные произведения
- [12] Sonate a tre (F, e, A, a, B, b, C, c, G, g, d, D), 2 vn, vle/archlute, org, op.1 (Rome, 1681), JC, M I
- [12] Sonate da camera a tre (D, d, C, e, B, g, F, b, f, E, E, G), 2 vn, vle/hpd, op.2 (Rome, 1685), JC, M II
- [12] Sonate a tre (F, D, B, b, d, G, e, C, f, a, g, a), 2 vn, vle/archlute, org, op.3 (Rome, 1689), JC, M I
- [12] Sonate a tre (C, g, A, D, a, E, F, d, B, G, c, b), 2 vn, vle, op.4 (Rome, 1694), JC, M II
- [12] Sonate (D, B, C, F, g, A, d, e, A, F, E, d), vn, vle/hpd, op.5 (Rome, 1700), JC, M III
- [12] Concerti grossi (D, F, c, D, B, F, D, g, F, C, B, F), 2 vn, vc (concertino), 2 vn, va, b (conc. grosso), op.6 (Amsterdam, 1714), JC, M iv; score of 2 movts, reputed autograph, D-Bsb

Другие работы
- Sinfonia (d) to S Beatrice d’Este (oratorio, G.C. Graziani or B. Pamphili), music by G.L. Lulier, 1689, F-Pc, M v
- Sonata a 4 (g), 2 vn, va, b (Amsterdam, 1699), M v
- Sonata a 4 (e), 2 vn, va, b (Amsterdam, 1699), M v
- Sonata a 4 (D), tpt, 2 vn, b, A-Wn, GB-Lbl, Ob, I-Nc (London, 1704) M v
- [6] Sonate a 3 (A, D, D, D, g, g), 2 vn, vc, org, ‘op. post.’ (Amsterdam, 1714), M v